# 馬龍德拉
馬龍德拉（英語：Marondera）是津巴布韋的城市，也是東馬紹納蘭省的首府，位於哈拉雷以東約72公里，在2000年土地重新分配前是該國的大型林業和農業中心，出售木材、煙草、玉米、牛肉和奶類產品。